# Challenger de Panamá 2012
El Visit Panamá Cup de 2012 fue un torneo de tenis  profesional que se jugó en canchas de pista dura. Se trató de la primera edición del torneo que formó parte del ATP Challenger Tour 2012. Se llevó a cabo en la Ciudad de Panamá, Panamá entre el 2 y el 8 de julio de 2012.

## Campeones

### Individuales
- Rogério Dutra da Silva derrotó  Peter Polansky, 6–3, 6–0[2]

### Doubles
- Júlio César Campozano /  Alejandro González derrotaron en la final a  Daniel Kosakowski /  Peter Polansky, 6–4, 7–5[3]